# 정은주 (가수)
정은주는 대한민국의 가수, 교수다. 2013년 싱글 《기다리다》로 데뷔했다.

## 학력
- 울산중앙여자고등학교 졸업
- 영남대학교 음악대학 성악 학사
- 백석대학교 문화예술대학원 실용음악학 석사

## 방송
- 제24회 가스펠 싱어 (2017) - 금상, 뮤직스페셜상
- 보이스퀸 (2019) - Top24(21위)
- CTS 대한민국 K-가스펠 (2021) - 금상

## 경력
- 대구가톨릭대학교 교수
- 대구예술대학교 교수
- 대신대학교 특임교수

## 수상
- 국제 재즈 페스티벌 1위
- M.I 컴피티션 전체 2위, 보컬 1위